# Necròpolis de la Nava
Les necròpolis de la Nava es refereix a dos llocs d'enterrament prehistòrics i dos poblats ibers coetanis situats a La Nava, partida del terme de Castielfabib, a la comarca del Racó d'Ademús, País Valencià.
El topònim «Nava», en tant que accident geogràfic, respon al concepte de «terra plana» situada entre muntanyes, així com al de «vall de poca longitud, però ampla», situada en llocs propers a passos de muntanya.

## Situació
La Nava de Castielfabib és al nord-oest de la vila, a 1.225 m d'altitud, a prop del port d'El Hontanar (1.302 m), i del llogaret d'Arroyo Cerezo (Castielfabib).
Per anar a la zona des del centre del Racó d'Ademús cal seguir la CN-420 en direcció a Conca, i desviar-se a la dreta a l'alçada del punt quilomètric 528 d'aquesta via, on es troba la carretera que porta a Arroyo Cerezo. Just en l'angle de la nacional amb la CN-420a es trobava la «Casa Molina».

La vall de «La Nava» se situa entre dos turons, el de La Morrita i el de La Garita. Ja des de l'accés pot observar-se una magnífica vista del paratge:
| «                                                                                               | «[hi destaca] el turó de La Morrita, que queda a l'esquerra, al nord-oest, i el de La Garita, que queda a la dreta, al sud-est. Als peus dels turonets hi ha camps de cultiu. El de Morrita és un monticle d'alçada mitjana, de forma troncocònica, amb el vessant est abancalat i molts matolls sobre les antigues zones de conreu, mentre que l'occidental apareix totalment cobert de pins i altres arbres habituals d'aquesta zona i altitud, ginebres, savines...». | » |
| — La Nava de Castielfabib: Lugar de interés arqueológico y paisajístico, Alfredo Sánchez Garzón | |   |

La zona nord-occidental del paratge està encerclada per sengles barrancs: el de la Palomareja i el de la Canaleja, que drenen les zones adjacents a la Mola del Royo» i vessants orientals de la Creu dels Tres Regnes: la part central de La Nava correspon a una àmplia foia on es troben pròpiament les finques de cultiu, la terra és de color negrós, per la matèria orgànica en descomposició, molt abundant donada la humitat, ja que és una zona endorreica amb evidents problemes de drenatge.
A la part inferior (oriental) de la vall hi ha un conjunt d'edificacions conegudes com a Corrals de la Nava, formades per «una quinzena de construccions majoritàriament corrals, algunes de les quals encara són utilitzades per a guardar bestiar», tot i que la majoria estan abandonades i en estat ruïnós. Aquestes construccions serviren antany d'«habitatges temporers», perquè els ocupaven els propietaris o treballadors per les labors estacionals –ja que aquesta és zona de gran producció cerealística i ramadera-: conreu, sembra, sega i batuda, i els empraven també els pastors que hi tancaven el bestiar.

### Galeria

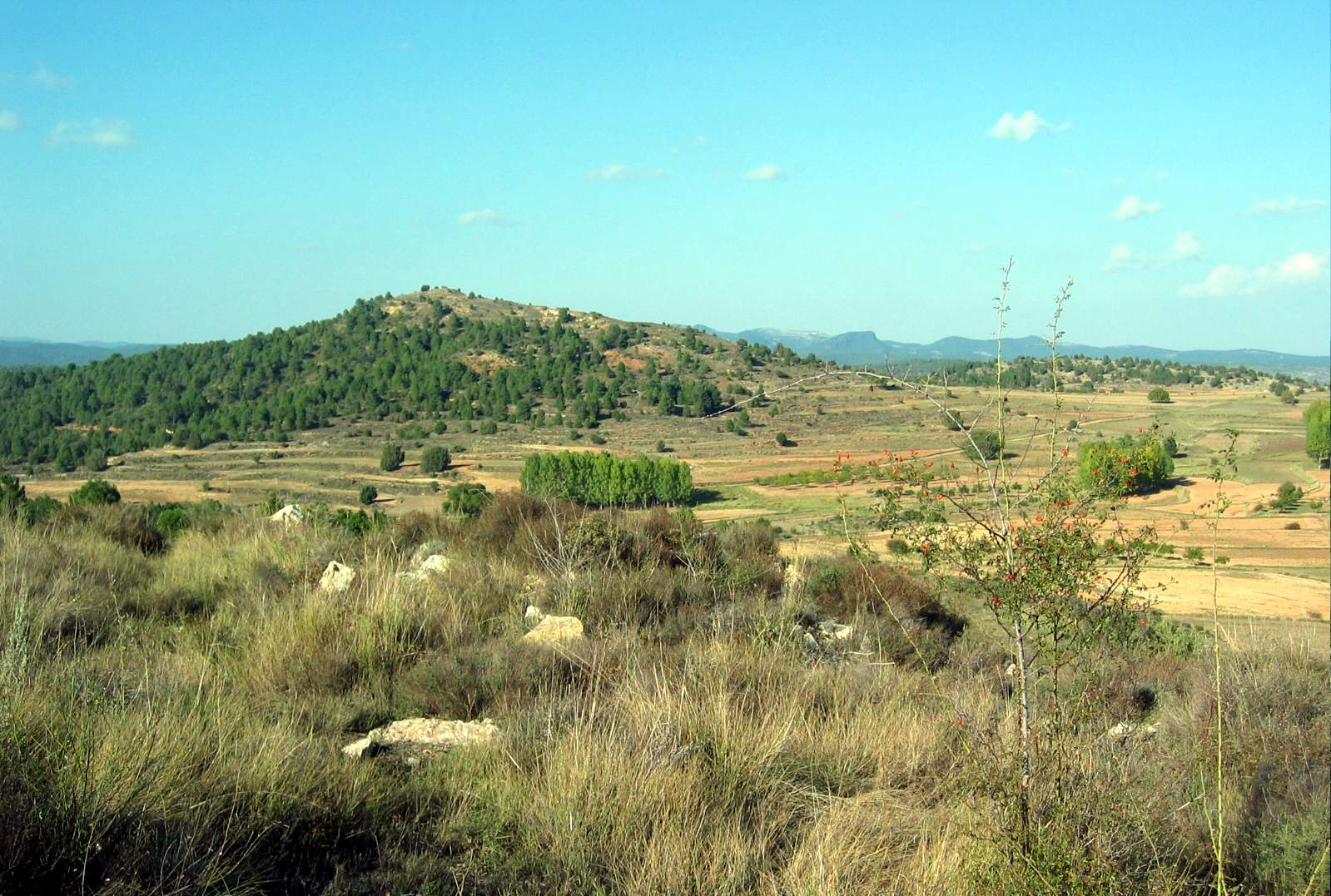
Paisatge de La Nava, amb detall del turó Morrita al fons esquerra i els turons de la serra de Rubial tancant l'horitzó pel nord
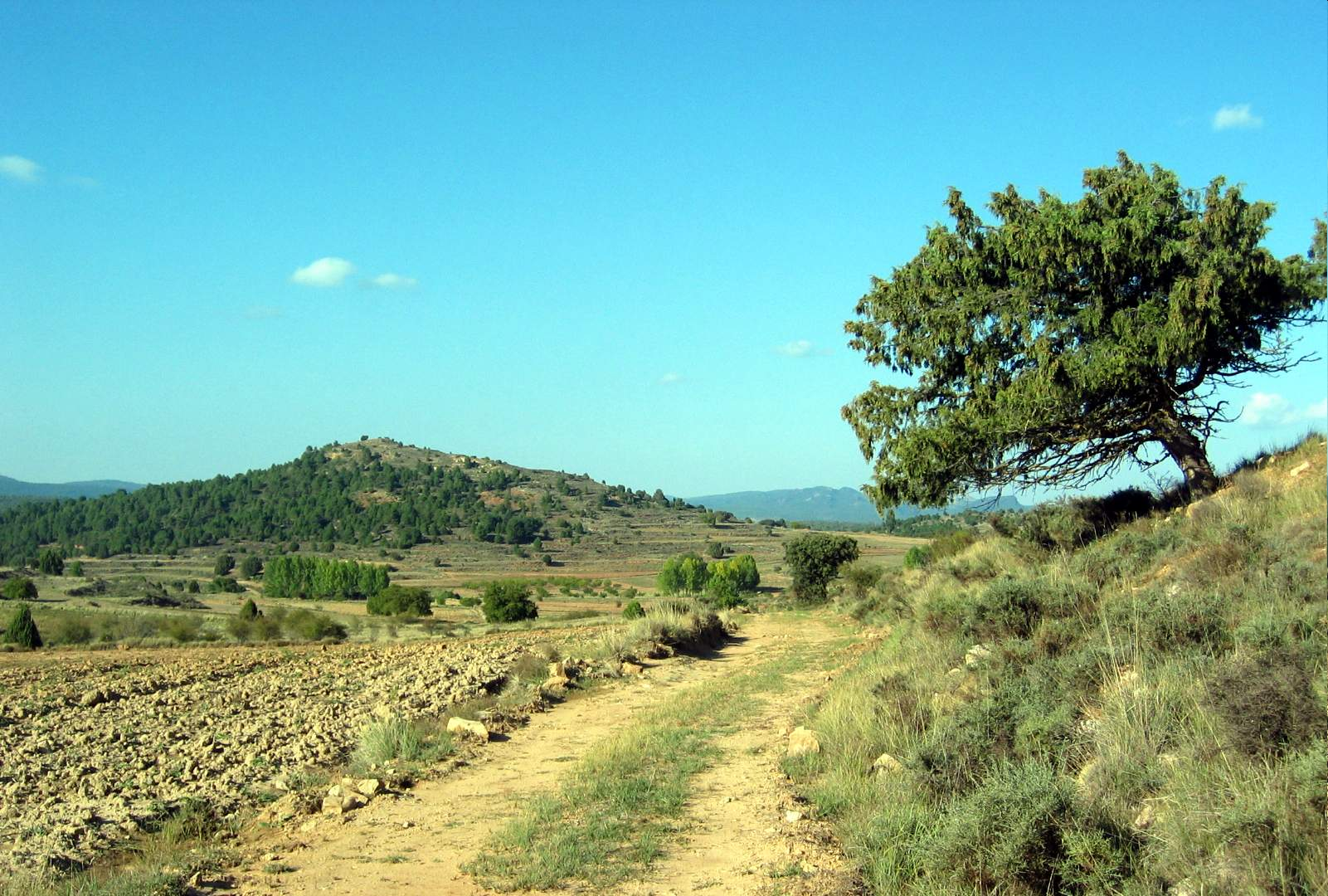
Paisatge de La Nava, amb detall del turó Morrita al fons
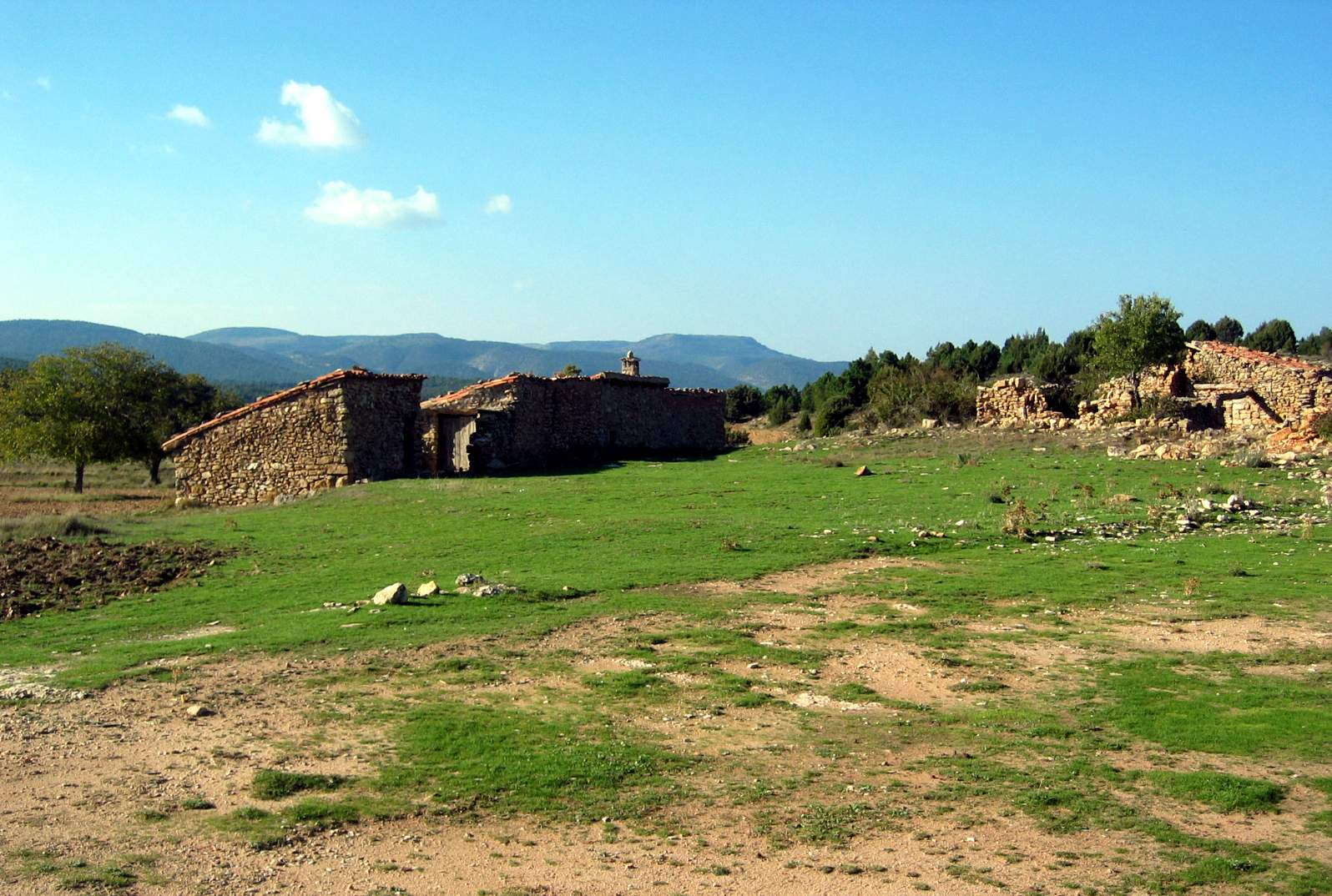
Vista dels Corrals de la Nava, amb detall del turó Javalón (1.692 m) al fons
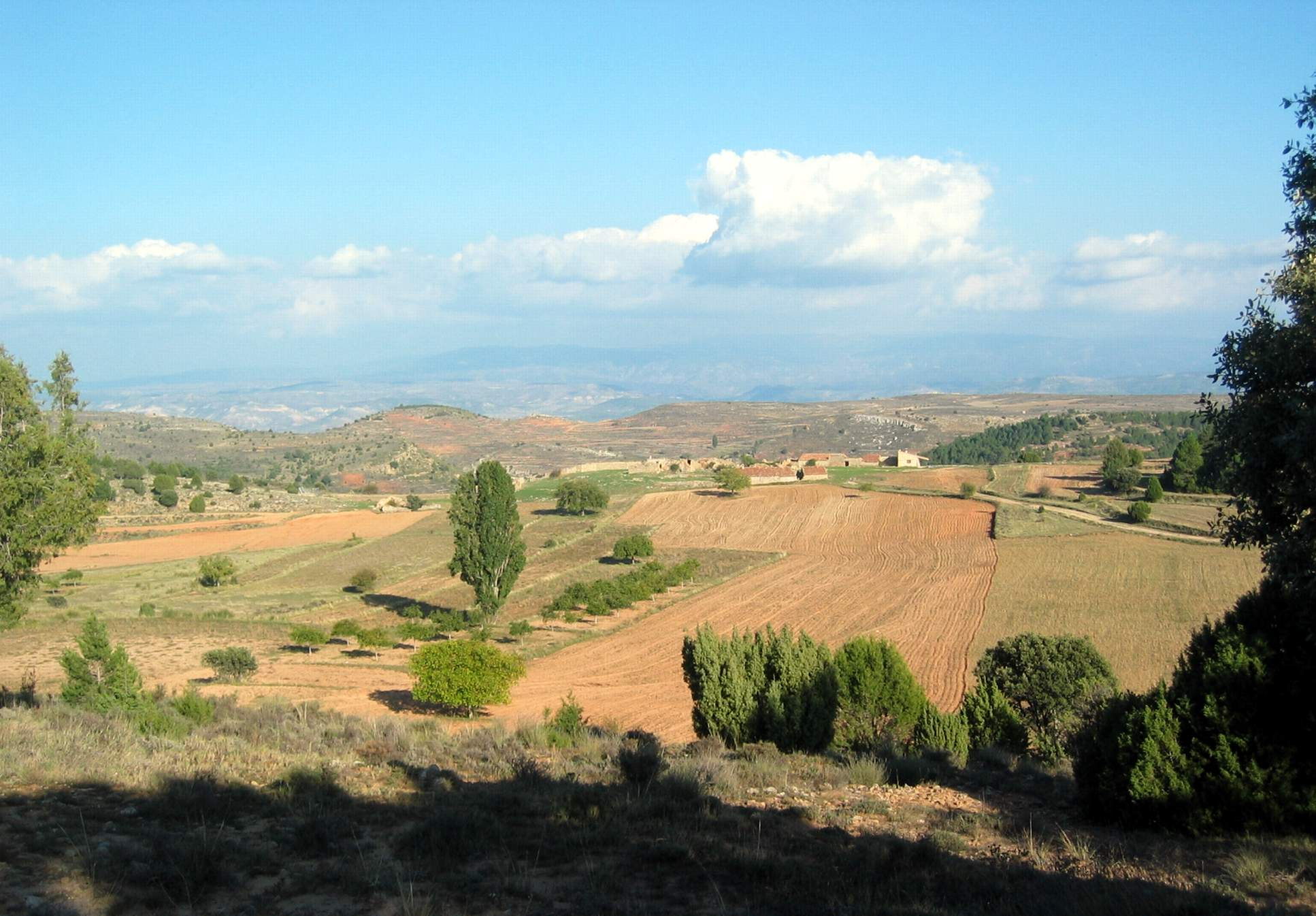
Panorama dels Corrals de la Nava des del turó Morrita, Castielfabib

## Arqueologia

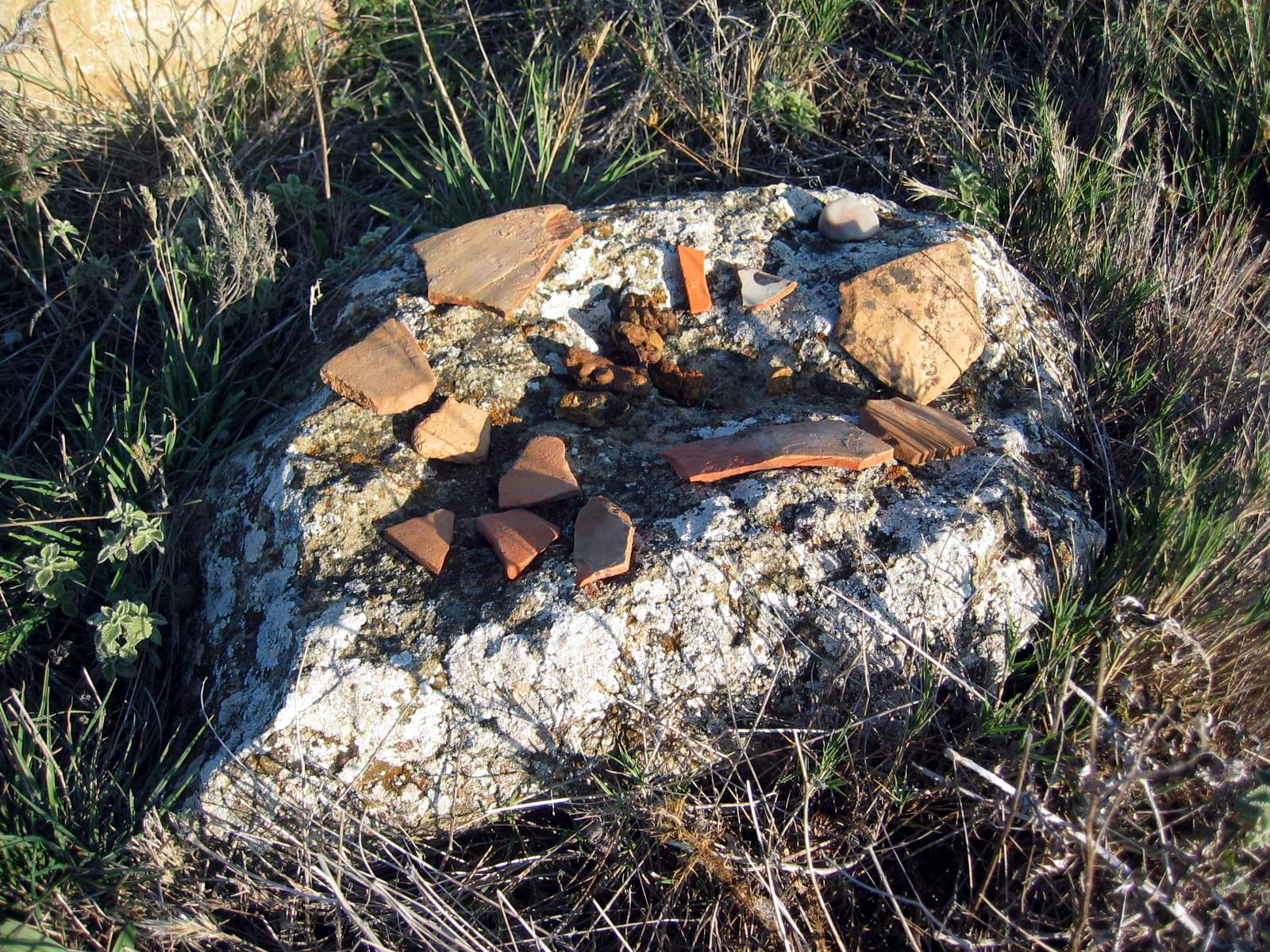
Detall de ceràmica de superfície i arrossegament al turó Morrita de la Nava, Castielfabib

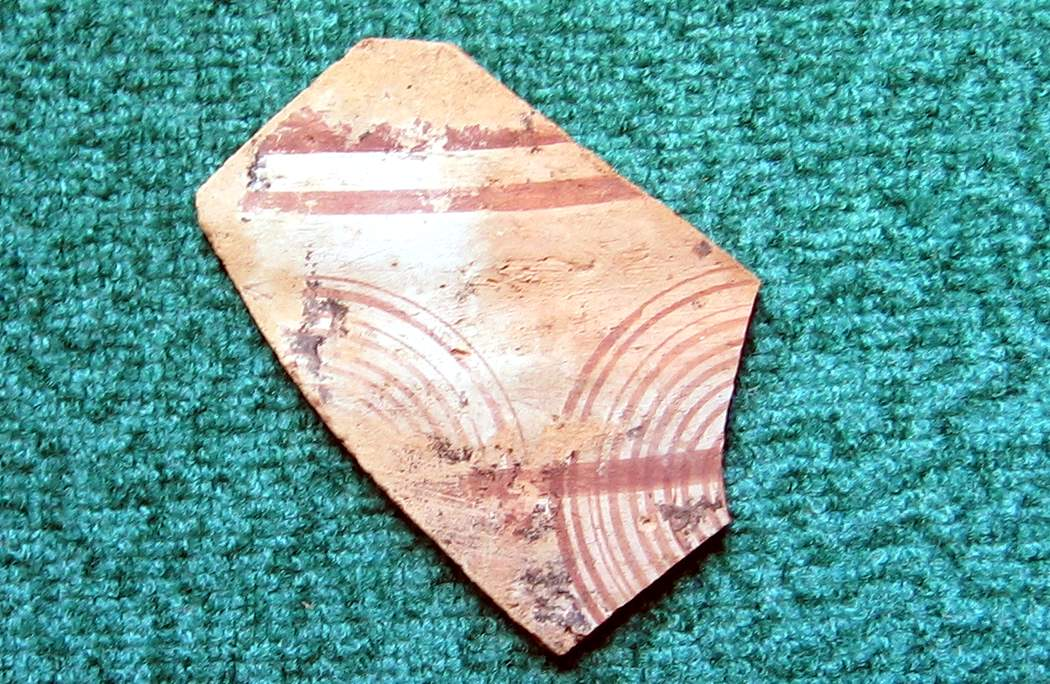
Detall de ceràmica ibèrica de superfície i arrossegament al turó Morrita de La Nava, Castielfabib, decorat amb franges horitzontals i motius circulars concèntrics

A més de pel seu valor paisatgístic, La Nava té interés arqueològic, perquè el paratge es troba en la Relació de Necròpolis Ibèriques Valencianes,[4][2] doncs les prospeccions dutes a terme a la zona posaren al descobert dos llocs d'enterrament prehistòrics i dos poblats o castres ibèrics:
- Necròpoli de l'Ombria: situada al vessant nord del turó La Garita (topònim que al·ludeix a l'existència d'una caseta o torreta, que podria estar en relació amb les restes d'un poblat medieval que n'hi ha al cim). En aquesta necròpoli es practicaren tres sondeigs (A, B i C) amb diferent orientació, tot i que només se'n trobaren restes arqueològiques als sectors B i C: fragments ceràmics, fusaioles, trossets d'ossos calcinats, petits fragments de ceràmica feta a mà, i un fragment ibèric decorat. Del sector B destaquen quatre fusaioles bitroncocòniques allargades, una amb decoració, i una peça de coure o bronze de secció quadrada i extrems apuntats.[2]
- Necròpoli dels Corrals: situada al costat dels corrals, conjunt d'edificacions rurals destinades a recer de bestiar i habitatge temporal de treballadors que treballaven a la zona. Al sector nord dels corrals es trobaren tombes d'estructura rectangular, amb murets de pedra llaurada. Únicament se n'excavà una, denominada Tomba I, que per l'erosió era pràcticament a la intempèrie:

| «                                                                           | «Es tracta d'una tomba d'incineració típica del món ibèric: hi col·locaven les cendres del difunt, prèviament incinerat a la pira funerària o “ustrinum”, en sengles urnes panxudes de vora girada, que es dipositaren en un forat a la roca calcària, parcialment farcida amb sediments corresponents a un antic hàbitat de l'edat del bronze valencià, en què s'aprofundí prou per col·locar-les. La protecció de les urnes i la seua delimitació es feu amb la construcció d'un recinte rectangular de 2,40 m de longitud al costat totalment conservat, el del nord». | » |
| — La Nava (Castielfabib. Racó d'Ademús): poblat ibèric, José Aparicio Pérez | |   |

El canvi de ritu en els enterraments del món prehistòric –de la inhumació a la incineració: només es dona en la primera edat del ferro i l'època ibèrica- degué ser progressiu, sota la influència dels camps d'urnes, i «unit a l'adopció de nous conceptes religiosos», tot i que es desconeix el per què, el com i el quan d'aquest canvi en els costums funeraris.[6][2]
Respecte als materials trobats en aquesta tomba: una urna bitroncocònica de vora recta, una petita urna de base còncava, i altres materials: un conjunt de cèrcols, un tros d'una barreta de coure o bronze, un fragment de ceràmica ibèrica de superfície, dels anomenats de vora en bec d'ànec, i trossos se sílex.
- Poblats ibèrics: la presència de les dues necròpolis –L'Ombria i Els Corrals- feu pensar als arqueòlegs que n'existia una ciutat o poblat als voltants, troballa que aparegué al turó La Morrita, situat a 500 m de la necròpoli de l'Ombria i a 300 m de la necròpoli dels Corrals. L'indret és apropiat per a un assentament, perquè es troba en posició elevada i resulta fàcilment defensable: s'hi descobriren dos poblats coetanis, un al cim del turó, «envoltat de potent aparat defensiu amb ampla alta muralla circumval·lar», i un altre al vessant, «pel que sembla, sense defenses apreciables». L'assentament no s'arribà a excavar, però el material de superfície trobat –ceràmiques fetes a mà de la primera edat del ferro i ceràmica pròpiament ibèrica- permeté datar el llogaret de La Morrita, del VII ae al IV ae.[7][2]

Ni el poblat medieval de La Garita, però, ni els ibèrics del turó La Morrita han arribat a excavar-se.